# HD 209339
HD 209339，又名BD+61 2233，SAO 19792、HR 8399，是一颗恒星，视星等为6.66，位于銀經104.58，銀緯5.87，其B1900.0坐标为赤經21h 57m 39.7s，赤緯+62° 5.87′ 24″。